# چم شهران
چم شهران، روستایی در دهستان معمولان بخش مرکزی شهرستان معمولان در استان لرستان ایران است.

## پیشینه نام
به دلیل پیداشدن مجسمه طلایی به شکل گاو ماده، در زبان محلی، نام این روستا تنگه گاو زرده می‌باشد.

## جمعیت
بر پایه سرشماری عمومی نفوس و مسکن در سال ۱۳۹۵، جمعیت این روستا برابر با ۱۰۴ نفر (۳۳ خانوار) بوده‌است.